# Life, Stranger than Fiction
Life, Stranger than Fiction è l'ottavo album del gruppo acid jazz inglese Incognito, pubblicato nel 2001 dall'etichetta discografica Talkin' Loud Records.

## Tracce
1. Stay Mine (Graham Harvey, Jean-Paul Maunick, Pert) - 4:39
2. Bring You Down (Maunick) - 4:49
3. Slow Down (Get a Grip) (Maunick, Gary Sanctuary) - 4:40
4. Skin on My Skin (Maunick) - 5:18
5. Cut it Loose (Maunick, Dominic Oakenfull) - 4:33
6. There Will Come a Day (Julian Crampton, Harvey, Peter Hinds, Maunick, Oakenfull) - 5:37
7. Castles in the Air (Crampton, Maunick, Oakenfull, Jim Watson) - 5:46
8. Got to Know (Maunick, Oakenfull) - 4:52
9. Reach Out (Maunick, Oakenfull) - 6:16
10. Rivers Runnin' Black (Crampton, Maunick, Watson) - 6:46
11. On the Road, Pt. 1 (Jack Kerouac, Maunick, Sanctuary) - 4:24
12. On the Road, Pt. 2 (Maunick, Sanctuary) - 4:18